# 2009년 MTV 비디오 뮤직 어워드

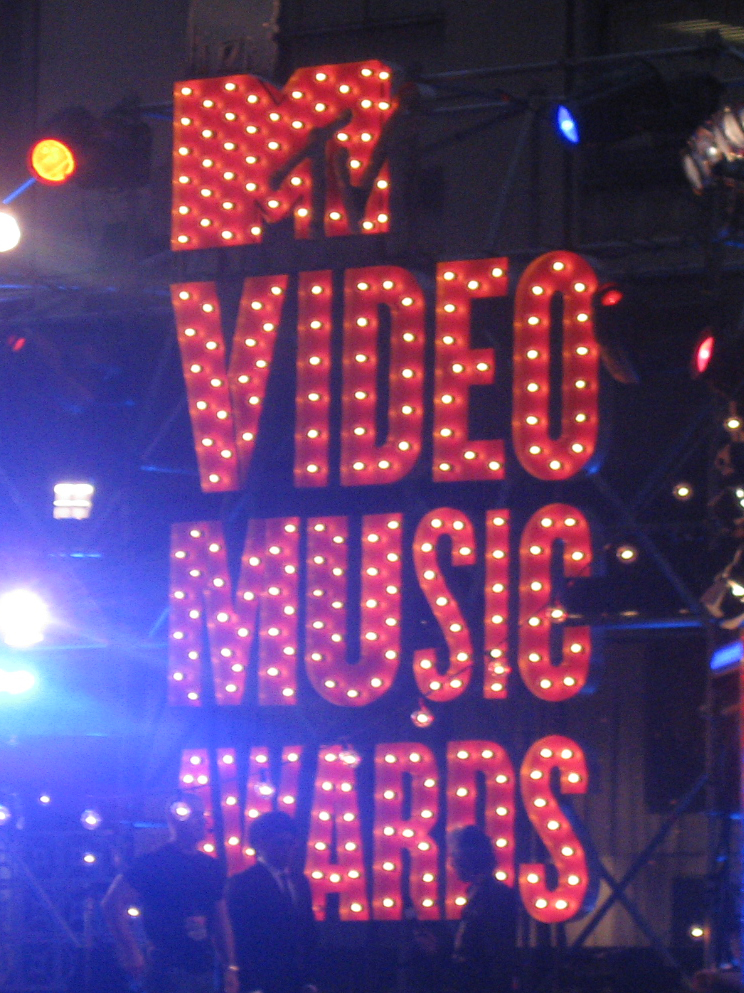

2009년 MTV 비디오 뮤직 어워드(2009 MTV Video Music Awards)는 2009년 9월 13일 열린 MTV 비디오 뮤직 어워드로, 라디오 시티 뮤직 홀에서 열렸다. 진행은 러셀 브랜드가 하였다.

## 수상 및 후보
카녜가 "비욘세는 역대 최고의 뮤직 비디오 중 하나"를 가졌다고 했는데 "Single Ladies (Put a Ring on It)의 비디오이다.
카녜가 테일러의 마이크를 빼앗았을 때 비욘세는 상을 타지 않은 상태였으나, 나중에 비욘세가 상을 탔다.

## 논란
테일러 스위프트가 최우수 여성 비디오를 수상받고 소감을 말하고 있을 때, 카니예 웨스트가 갑자기 난입하여 마이크를 빼앗고 "Yo, 테일러, 난 니가 상을 타서 정말로 기쁜데, 니가 (수상 소감을) 끝마치겐 해주겠지만 비욘세는 역대 최고의 뮤직 비디오 중 하나를 가지고 있다구. 역대 최고의 뮤직 비디오 중 하나!"라고 외쳐 논란이 일었다. 테일러는 결국 소감을 다 말하지 못하고 내려왔고, 비욘세 또한 시상식에 참가하였기에 당황하였다. 카녜는 시상식 전부터 만취 상태였다고 전해졌다. 몇 시간후 카녜는 자신의 트위터에 테일러 스위프트와 팬들에게 사과하는 글을 올렸지만, 도널드 트럼프는 카녜를 보이콧하자는 등(물론 몇 년 후 트럼프의 대통령 취임 이후로 카녜와 트럼프는 같이 회담을 가질 정도로 사이가 가까워졌다.) 핑크, 케이티 페리, 조엘 매든, 아담 램버트, 존 메이어, 켈리 피클러, 라이언 시크레스트, 크리스 제리코, 제레미 폴, 데인 쿡 등이 트위터를 통해 카녜를 비난하였다. 페레즈 힐튼은 테일러 스위프트도 상을 받아 마땅하다며, 그녀가 시상식에서 내려올 때 슬퍼보였다고 하였다.
웨스트 논란과 더불어, 제이 지와 앨리샤 키스의 합동 무대 Empire State of Mind 중 릴 마마가 허락 없이 무대 위로 점프하여 춤을 춰서 논란이 일었다. 릴 마마는 후에 사과하였다.